# 真情狂愛
《真情狂愛》，1999年台灣劇情片，也是導演黃玉珊在拍攝一系列紀錄片後，所拍攝的劇情長片。本片由一名已往生的慈濟志工陳愛蘭的真人真事改編而成，並經過幾年的田野調查和反覆思索整理。

## 劇情
出自問題家庭的少女小蘭離家出走，成為性工作者，後來與教會社工明道戀愛和結婚。她的個性剛烈，曾經因為吸毒、傷人而坐牢，也曾與小痞子黑仔共同販毒，最後因慈濟證嚴法師的法而獲得救贖。 

## 演員
- 賈靜雯 飾 小蘭
- 胡兵    飾 明道
- 林立洋 飾 黑仔
- 莫子儀 飾 承真
- 方岑
- 邱秀敏
- 蔡可欣
- 張慧美
- 曲德海
- 黎均瑛
- 董維秀
- 陳德盛
- 林明炤
- 林泰緒
- 吳忠良
- 黃鈞偉
- 鍾喬
- 吳文翠
- 李玫伶
- 吳朋奉
- 連震黎
- 李玉蘭
- 鄭品昌
- 莊景燊
- 蕭捷修
- 黃立佑

## 參與影展
- 1999年：韓國第1屆全州國際電影展亞洲競賽單元
- 1999年：韓國漢城女性電影展
- 2000年：美國紐約台灣女性影展
- 2000年：美國芝加哥亞美電影節
- 2000年：第2屆菲律賓馬尼拉影展
- 2000年：新加坡台灣電影節閉幕影片

## 外部連結
- 開眼電影網上《真情狂愛》的資料（繁體中文）
- 香港影庫上《真情狂愛》的資料（繁體中文）
- 豆瓣电影上《真情狂愛》的資料 （简体中文）
- 时光网上《真情狂愛》的資料（简体中文）
- 互联网电影数据库（IMDb）上《真情狂愛》的资料（英文）